# Luigi Miraglia (latinista)
Luigi Miraglia (Napoli, 28 ottobre 1965) è un latinista e filologo classico italiano, fondatore e direttore dell'Accademia Vivarium Novum e promotore del metodo natura nella glottodidassi delle lingue classiche.

## Biografia
È un discendente dell'omonimo Luigi Miraglia, filosofo del diritto e sindaco di Napoli dal 1901 al 1903. Conseguita la maturità classica presso il liceo Umberto I di Napoli, ha frequentato, sempre nel capoluogo campano, il corso di lettere classiche presso l'università Federico II, dove si è laureato con una tesi scritta in lingua latina; ha poi conseguito il dottorato di ricerca in filologia classica presso l'università degli studi di Salerno.
Nel 1986 è diventato direttore della rivista Il trifoglio, e nel 1989 consulente didattico per l'European language institute di Recanati.
Dal 1996 è direttore dell'Accademia Vivarium Novum, dapprima con sede a Montella (Avellino), dal 2009 nella capitale e attualmente a Frascati (Villa Falconieri). A Montella, inoltre, è stato docente d'italiano e latino presso il liceo scientifico "Rinaldo d'Aquino". Precedentemente aveva insegnato italiano e latino presso il Liceo Scientifico " Piero Calamandrei" di San Giovanni a Teduccio, Napoli. Ha più volte organizzato e diretto convegni internazionali sulla didattica delle lingue classiche, sull'Umanesimo e il suo significato nell'attuale contesto culturale.
In passato (dall'anno accademico 2009-2010) è stato docente invitato di elementi di conversazione e composizione latina e Latinitas viva nel Pontificium institutum altioris Latinitatis, la facoltà di lettere cristiane e classiche dell'Università Pontificia Salesiana di Roma. Gli sono poi stati affidati, presso lo stesso ateneo, i seguenti corsi: Letteratura latina medievale e Tirocinio di didattica delle lingue classiche. Gli incarichi presso detta Università non sono stati più rinnovati dopo l'anno accademico  2018-2019.
Dal 2011 è membro dell’Academia Latinitati Fovendae; dal 2012 è accademico della Pontificia academia latinitatis.
A lui si deve, dopo una prima ma infruttuosa presa in considerazione del "metodo natura" di Hans Ørberg da parte di Giacomo Devoto e Scevola Mariotti negli anni sessanta, l'adattamento e la diffusione in Italia di questo metodo per l'insegnamento del greco e del latino.. Nei programmi dei licei italiani, contenuti negli allegati al Decr. Min. 211/2010, il "metodo natura" è proposto come "un'interessante alternativa allo studio tradizionale della grammatica normativa" in quanto "consente un apprendimento sintetico della lingua, a partire proprio dai testi".
Insieme con Hans Henning Ørberg e Tommaso Francesco Bórri ha pubblicato Latine disco, della serie Lingua Latina per se illustrata. Con lo stesso Bórri, ha adattato per il pubblico italiano il testo, creato dall'Università di Oxford, per l'insegnamento del greco col metodo natura (Maurice Balme e Gilbert Lawall, Athènaze: An Introduction to Ancient Greek, Oxford University Press): l'edizione italiana, col titolo di Athènaze, è opera della casa editrice dell'istituzione di cui è presidente, l'Accademia Vivarium Novum.
Ha curato, con Manlio Sodi e Roberto Spataro, Veterum Sapientia. Storia – cultura – attualità (2013), pubblicato dalla casa editrice dell'ateneo salesiano.
Dal settembre 2016 cura la rubrica settimanale Mercurius (in lingua latina) del quotidiano Avvenire .

## Pubblicazioni principali
- Latine disco, Vivarium, 1999.
- Athènaze, Vivarium, 1999; ISBN 9788895611075.
- Metodo natura e storia culturale, in A ciascuno il suo latino, La didattica delle lingue classiche dalla scuola di base all'università. Atti del Convegno di studi a cura di G. Milanese, Galatina, Congedo Editore, 2004. ISBN 9788880865100
- con Christopher G. Brown, Lingua Latina per se illustrata: Latine Doceo: A Companion for Instructors, Hackett Publishing Company, 2004. ISBN 9781585100934
- Fabulae Syrae, Vivarium, 2008, riedito con il titolo Lingua latina. Fabulae Syrae da Hackett Publishing Company nel 2011. ISBN 978-1585104284
- Vita moresque, Vivarium, 2009. ISBN 9788895611457